# Tokyo Baycourt Club
Le Tokyo Baycourt Club (東京ベイコート倶楽部ホテル&スパリゾート) est un gratte-ciel construit à Tokyo de 2005 à 2008 (selon l'architecte) et mesurant 100,5 mètres de hauteur. 
L'immeuble abrite un hôtel de 26 étages pour une surface de plancher de 63 074 m2.
C'est l'un des rares gratte-ciel du Japon en forme d'arche.
Les architectes sont l'agence japonaise KKS (Kankō kikaku sekkei) spécialisée dans la conception d'hôtels et l'agence américaine Wimberly Allison Tong & Goo (WATG).